# Дусті (імені Мір Саїда Алії Хамадоні район)
Ду́сті (тадж. Дӯстӣ) — село у складі Хатлонської області Таджикистану. Входить до складу Мехнатободського джамоату району імені Мір Саїда Алії Хамадоні.
Село знаходиться у межиріччя річок Чубек та Яхсу.
Колишня назва — Арпа-Тугульді, Дружба.
Населення — 3164 особи (2010; 3193 в 2009).